# Pierre Nguyên Van Kham

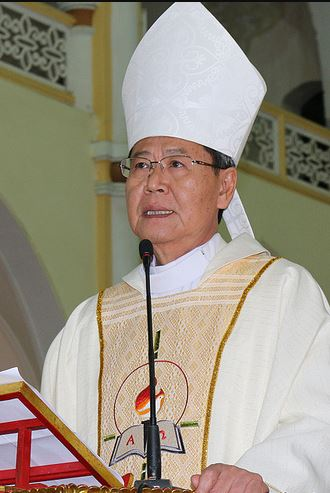
Pierre Nguyên Van Kham

Pierre Nguyên Van Kham (vietnamesisch: Phêrô Nguyễn Văn Khảm; * 2. Oktober 1952 in Hà Đông) ist ein vietnamesischer Geistlicher und Bischof von Mỹ Tho.

## Leben
Thomas Nguyên Van Trâm empfing am 30. August 1980 die Priesterweihe.
Papst Benedikt XVI. ernannte ihn am 15. Oktober 2008 zum Weihbischof in Ho-Chi-Minh-Stadt und Titularbischof von Trofimiana. Die Bischofsweihe spendete ihm der Erzbischof von Ho-Chi-Minh-Stadt, Jean-Baptiste Kardinal Phạm Minh Mẫn, am 15. November desselben Jahres; Mitkonsekratoren waren Joseph Vu Duy Thông, Weihbischof in Ho-Chi-Minh-Stadt, und Stephanus Tri Buu Thien, Koadjutorbischof von Cần Thơ. Als Wahlspruch wählte er Hãy theo Thầy (Deutsch: "Folget mir").
Papst Franziskus ernannte ihn am 26. Juli 2014 zum Bischof von Mỹ Tho. Die Amtseinführung fand am 30. August desselben Jahres statt. Am 13. Juli 2016 wurde er Mitglied des Kommunikationssekretariats (heute: Dikasterium für die Kommunikation) der Römischen Kurie.